# ناوتو ميكي
ناوتو ميكي (باليابانية: 三木 直土) (مواليد 8 مايو 2001) هو لاعب كرة قدم ياباني.

## وصلات خارجية
- ناوتو ميكي على موقع رابطة كرة القدم اليابانية للمحترفين (اليابانية)
- ناوتو ميكي على موقع قاعدة بيانات كرة القدم.إي يو (الإنجليزية)
- ناوتو ميكي على موقع Soccerway.com (الإنجليزية)
- ناوتو ميكي على موقع عالم كرة القدم.نت (الإنجليزية)